# Andrea Zinsli
Andrea Zinsli (* 18. November 1972 in Chur) ist ein ehemaliger Schweizer Skirennfahrer.

## Karriere
Zinsli fing schon früh mit dem Skifahren an. Bereits mit drei Jahren schnallte er sich seine ersten Ski an die Füsse und versuchte am Hausberg Ski zu fahren. Im Alter von sieben Jahren gewann er das jährlich stattfindende Churer Schüler-Skirennen und wurde dort vom Skiclub Rätia Chur entdeckt und angefragt, ob er nicht künftig in diesem Club fahren möchte. Damit legte er den Grundstein für seine künftige Profi-Karriere. Dank konstant guten Leistungen im Churer Skiclub durfte Andrea Zinsli bald für den Bünder Skiverband fahren und entwickelte sich stetig weiter. Mit 16 Jahren wurde er ins C-Kader von Swiss-Ski aufgenommen, dem er rund vier Jahre angehörte. Im Alter von 20 Jahren wurde er bereits ins B-Kader und nur ein Jahr später sogar in die Nationalmannschaft von Swiss-Ski berufen.
Seine Weltcup-Premiere feierte Andrea Zinsli am 15. Dezember 1992 in Madonna di Campiglio.
Im Alter von 25 Jahren knickte Andrea Zinsli bei einem Fussballspiel im Konditionstraining so unglücklich mit dem Fuss um, dass er sich dabei eine Schleimbeutelentzündung zuzog. Die Entzündung entwickelte sich nicht wie erwartet, nachdem er sich im Spital eine Infektion eingehandelt hatte. Er musste für die ganze Saison 1997/98 Forfait geben, um sich voll auf seine Verletzung und deren Genesung zu konzentrieren. In der Saison 1998/99 fuhr er seine letzten Rennen für das A-Kader, bevor er für die nächsten zwei Jahre ins C-Kader von Swiss-Ski versetzt wurde. Im Jahr 2001, im Alter von 29 Jahren, gab Andrea Zinsli seinen Rücktritt vom Spitzensport bekannt, da er nach seiner Verletzung nicht mehr an sein altes Niveau anknüpfen konnte.

## Erfolge

### Olympische Spiele
- Lillehammer 1994: 11. Platz Slalom

### Weltmeisterschaften
- Sierra Nevada 1996: 4. Platz Slalom

### Weltcupwertungen
- Saison 1993/94: 17. Slalom
- Saison 1994/95: 18. Slalom
- Saison 1995/96: 15. Slalom
- Saison 1996/97: 19. Slalom

### Junioren-Weltmeisterschaften
- Hemsedal 1991: 3. Platz Slalom

### Sonstige Erfolge
- Schweizer Meister: Slalom: 1994, 1995, 1997